# Герстенберг, Отто
Отто Герстенберг (нем. Otto Gerstenberg 11 сентября 1848, Пириц — 24 апреля 1935, Берлин) — немецкий менеджер в сфере страхования, математик и коллекционер произведений искусства. Герстенберг обладал одной из самых важных частных коллекций произведений искусства в начале XX века. Ряд произведений этого собрания сейчас находится в российских музеях — Государственном Эрмитаже и ГМИИ им А. С. Пушкина.

## Биография
Ранние годы Отто Герстенберг провел в Пирице, затем изучал математику и философию в Берлине. С 1873 года Герстенберг работал математиком в страховом агентстве Allgemeinen Eisenbahn-Versicherungs-Gesellschaft, которое позже стало именоваться Victoria. В 1891 года он стал её генеральным директором.
Благодаря своему значительному состоянию Отто Герстенберг смог создать одну из важнейших коллекций произведений искусства в Берлине в начале XX века.
В 1884 году О.Герстенберг женился на Элизе Вильгельмин Винцерлинг, от которой у него родились две дочери: старшая умерла в детстве, а младшая — Маргарет (родившаяся в 1889 году) — пережила своих родителей. Маргарет вышла замуж за физика Ганса Георга Шарфа в 1921 году и родила двоих сыновей. Внук О. Герстенберга Дитер Шарф (1926—2001) позже продолжил дело своего деда как коллекционер.
Мало что известно о круге друзей Герстенберга. Известно о его тесных контактах с художниками Максом Либерманом, Йозефом Оппенгеймером (1876—1966) и Максом Слефогтом, изображавших Герстенберга. Имеется также свидетельства давних отношений со швейцарским коллекционером Оскаром Рейнхартом. Предполагается, что Либерман контактировал с Гуго фон Чуди, Карлом и Фелисией Бернстайн и Эдуардом Арнхольдом.
Отто Герстенберг скончался в 1935 в Берлине.

## Коллекция
Герстенберг начал собирать свою коллекцию в 1890-х годах с произведений голландской и немецкой графики XV и XVII веков. Среди приобретенных работ были представлены такие художники, как Альбрехт Дюрер, Мартин Шонгауэр, Лукас ван Лейден, Антонис ван Дейк, Саломон ван Рейсдал, Ян Стен, Адриан ван Остаде и Рембрандт ван Рейн. Графика Джеймса Уистлера, Фелисьена Ропса, Отто Грейнера, Жан-Батиста Камиля Коро, Жан-Франсуа Милле, Эдгара Дега, Эдуарда Мане, Роберта Додда, Андерса Цорна, Адольфа фон Менцеля, Макса Клингера, Вильгельма Лейбла и Макса Либермана вскоре пополнили собрание. В эту коллекцию также входили работы японских художников Хокусая и Утамаро. Однако в центре внимания графической коллекции были Франсиско де Гойя, Оноре Домье и Анри де Тулуз-Лотрек.
Герстенберг начал свою коллекцию картин с произведений британской пейзажной живописи начала XIX века, которые были популярны в то время, включая несколько картин Джона Констебля. Был также приобретен портрет Джошуа Рейнольдса и вскоре несколько работ Эль Греко и Франсиско де Гойя, а затем картины Саломона ван Рейсдала, Майндеста Хоббемы, Яна ван Гойена, Яна Стена и Адриана ван Остаде.
Коллекция живописи Герстенберга была известна прежде всего значительным собранием французских картин XIX века. Начиная с Эжена Делакруа и Теодора Жерико, эта коллекция также включала картины Барбизонской школы Шарля-Франсуа Добиньи и Камиля Коро, а также произведения реализма Гюстава Курбе и Оноре Домье. Герстенбергу принадлежало более 30 картин одного Домье (в том числе «Le fardeau»). Среди десяти картин Курбе были «Спор Венеры и Психеи», «Портрет Марка Трападу» и «Портрет Анри Рошфора». Изюминкой коллекции живописи считались работы импрессионистов. Он приобрел одну картину Клода Моне «Cour de ferme» 1865 года. Герстенбергу принадлежало в общей сложности семь картин Эдуарда Мане, в том числе такие крупные работы, как «Au cafe» и «Pertuiset als Löwenjäger». Среди пяти картин Пьера-Огюста Ренуара были «Homme sur un escalier», «Femme sur un escalier» и «Dans le jardin». Герстенберг также приобрел у Альфреда Сислея два пейзажа — «Femme à l’ombrelle» и «Bords de rivière». Коллекционер также владел картинами Тулуз-Лотрека, который уже были хорошо представлен в графической коллекции. Одной из самых известных картин в коллекции была «Площадь Согласия» Эдгара Дега, которую Герстенберг приобрел в 1911 году по уже очень высокой цене в 120 000 франков.
Коллекция картин французских импрессионистов Герстенберг на момент приобретения считалась спорной и противоречила официальной культурной политике, выработанной Берлинской академией художеств и кайзером Вильгельмом II, который критиковал французский модернизм как поверхностный и незначительный с точки зрения изображаемых сюжетов. Герстенберг купил всего несколько работ у берлинских дилеров, но почти исключительно произведения искусства приобретал у маршанов или на аукционах в Париже. Здесь он также использовал парижских торговых представителей своей страховой компании в качестве посредников. Герстенберг иногда предоставлял работы из своей коллекции для выставок и по запросу открывал свой дом для студентов и любителей искусства.
После смерти коллекционера его собрание достались его дочери Маргарет Шарф, которая во время войны поместила значительную часть коллекции в бункер Национальной галереи в Берлине.
Во время Второй мировой войны часть коллекции была уничтожена, а другие работы были изъяты как трофеи после поражения нацистской Германии и попали в российские музеи. Часть была отправлена на склад и погибла во время авианалета. Сохранившиеся произведения искусства остались в семейной собственности и были унаследованы его внуком Отто Герстенберга Дитером Шарфом.